# C15H15NO4
化学式C15H15NO4的化合物（摩尔质量：273.28 g/mol）可以指：
- 甲状腺原氨酸，CAS号：1596-67-4
- Zelandopam，CAS号：139233-53-7

|  | 这个同类索引页列出了具有相同分子式的化学物（即同分異構體）条目。 除非您是有意链接至本页，否则应将相应条目的内部链接指向正确的条目。 |